# Forte Southerland
O Forte Southerland, também conhecido como Reduto E e possivelmente Forte Diamante, é um reduto construído durante a Guerra Civil Americana para proteger Camden, Arkansas. As forças confederadas construíram-no juntamente com outros quatro redutos no início de 1864, após uma vitória da União na campanha de Little Rock no ano anterior. Forte Southerland tem aproximadamente o tamanho de um quarteirão e é aproximadamente oval. Podia conter três canhões. Quando as forças da União capturaram Camden em abril de 1864 durante a Expedição de Camden, eles melhoraram as defesas dos cinco redutos, que não eram suficientes para a defesa adequada da cidade. Depois de os confederados retomarem Camden no final daquele mês, eles continuaram a melhorar as defesas da cidade.
O forte fica dentro do Parque do Forte Southerland, um parque municipal inaugurado em 1974. Ele foi listado no Registo Nacional de Lugares Históricos em 1994 e faz parte do Marco Histórico Nacional de Camden Expedition Sites. Juntamente com Forte Lookout (Reduto A), é um dos dois únicos redutos ao redor de Camden ainda existentes.

## História

### Construção
Em 1863, durante a Guerra Civil Americana, as forças da União capturaram Little Rock, Arkansas. Os confederados derrotados então retiraram-se para Camden, Arkansas, que ficava ao longo do rio Ouachita. No final do ano, o general confederado E. Kirby Smith ordenou a construção de uma série de fortes em torno de Camden, na esperança de impedir um ataque da União. O brigadeiro-general Alexander T. Hawthorn, residente da área antes da guerra, foi encarregado de planear as defesas, embora não tivesse experiência em engenharia militar. Trabalho escravo e centenas de soldados foram usados para construir as posições. Ao todo, entre janeiro e abril de 1864, foram construídas cinco posições. Elas são geralmente referidas como fortes, mas, de acordo com o historiador William L. Shea, são denominadas com mais precisão como redutos devido ao seu tamanho menor.
Um desses redutos era o "Reduto E". Ele é conhecido pelo nome de Forte Southerland, embora Shea afirme que a precisão dessa identificação é questionável, e o historiador Mark K. Christ observa que fontes locais sugerem que o Reduto D era conhecido como Forte Southerland e o verdadeiro nome de "Reduto E" era Forte Diamante. O Reduto E foi construído ao sul de Camden e destinava-se a proteger a área contra uma travessia da União de Ouachita pelo sul da cidade, embora essa possibilidade fosse considerada improvável. A posição cobria a Estrada Bradley Ferry, que conectava Camden com Monticello e Warren ocupados pelos confederados. Estava a mais de 1,6 km a sudeste dos outros redutos, e foi construído no topo de uma colina no que Shea chama de "isolamento esplêndido". Feito de terra, tem aproximadamente 610 metros x 300 m x 610 m x 150 m em tamanho e tinha aproximadamente do tamanho de um quarteirão da cidade. Podia conter três canhões, embora os outros quatro redutos pudessem colocar mais. A defesa da posição também foi reforçada por uma vala. A área foi quase toda desmatada durante os períodos de trabalho de 1864, mas a partir de 1993 havia várias árvores no local, o que contribuiu para a prevenção da erosão.

### Expedição Camden
No início de 1864, o major-general da União Frederick Steele soube das fortificações confederadas em Camden e, ao iniciar a expedição a Camden em março, decidiu desviar as suas forças para o oeste e passar por Arkadelphia para evitar as posições em Camden. Steele tinha a intenção de atacar a cidade confederada de Shreveport, Louisiana. Para responder à ofensiva da União, o major-general confederado Sterling Price moveu as suas tropas para fora de Camden para enfrentar Steele. Após a Batalha de Prairie D'Ane, Steele decidiu que problemas de abastecimento o impediriam de tomar Shreveport e decidiu capturar Camden; os seus homens alcançaram a localidade a 15 de abril. As defesas da cidade não estavam ocupadas naquele momento, já que Price havia movido os seus homens para Washington, onde ele e Smith esperavam que as forças da União o atacassem. Ao chegar a Camden, as tropas da União descobriram que as posições confederadas não eram particularmente fortes: os cinco redutos eram muito pequenos, muito distantes e não estavam conectados por trincheiras. Em alguns locais, o campo de tiro das posições era limitado pelo desmatamento incompleto e as tropas inimigas podiam avançar sob a cobertura das florestas.
Enquanto o comando de Steele ocupava Camden, os comboios de abastecimento da União foram capturados nas batalhas de Poison Spring e Marks' Mills, e as forças confederadas desviaram-se contra Camden. Steele decidiu que as defesas de Camden precisavam de melhorias e, a partir de 23 de abril, ordenou que os seus homens construíssem trincheiras e fossos. As forças da União retiraram-se a 26 de abril, quando estavam a ficar sem comida e Steele soube que a campanha do Rio Vermelho havia terminado com uma derrota da União. Os confederados reocuparam Camden e continuaram a trabalhar nas fortificações, incluindo a construção da bateria de água de Camden. Uma linha de trincheiras conectando os redutos foi concluída no final de 1864. O trabalho confederado pós-ocupação pode ter sido feito simplesmente para manter as tropas ociosas ocupadas.

### Pós-guerra
Os restos de três dos redutos foram destruídos no pós-guerra. Um foi coberto pelo desenvolvimento urbano no início de 1900, outro agora é um cemitério, e o terreno acidentado de um tornou-se no local de uma torre de água desde antes de 1982. O quarto, o Reduto A, também conhecido como Forte Lookout, foi parcialmente destruído na década de 1960, quando uma casa foi construída sobre ele. Parte da linha de trincheiras sobreviveu até ao início dos anos 1970. O Reduto E estava bem ao sul da cidade quando foi construído, mas o crescimento de Camden deu-se para os lados norte e oeste do local. O Parque do Forte Southerland, um parque municipal de 2,2 hectares, contém os restos do forte; o parque foi inaugurado em 1974. Um pedido de 1987 para adicionar o Parque do Forte Southerland ao sistema de parques estaduais do Arkansas não foi aceite; a falta de fundos, falta de trabalhadores para assumir novas unidades e o pequeno tamanho do parque, foram os motivos da recusa.
Tanto o Forte Southerland quanto o Forte Lookout faziam parte da indicação de várias listas do Marco Histórico Nacional (NHL) do Marco Histórico Nacional do Camden Expedition Sites em 1993. O próprio Forte Southerland foi listado no Registo Nacional de Lugares Históricos e como parte do Camden Expedition Sites NHL no dia 19 de abril de 1994. Descrevendo a destruição de grande parte da terraplenagem em Camden e outros pontos no Arkansas, Shea acha "triste notar o quão pouco sobreviveu". Christ considera que o Forte Southerland e os restos do Forte Lookout estão "notavelmente bem preservados". O formulário de indicação da NHL descreve o Forte Southerland como tendo "excelente integridade de configuração, sentimento, associação e localização" e que "representa um excelente exemplo preservado de terraplenagem defensiva urbana da Guerra Civil". Como parte do parque, o local é acessível ao público e está marcado com sinalização interpretativa. Áreas de piquenique foram desenvolvidas no local.